# Scan (musique)
Pour les articles homonymes, voir Scan.
 (août 2009).
Améliorez-le ou discutez des points à vérifier. 
 (novembre 2023).
Si vous disposez d'ouvrages ou d'articles de référence ou si vous connaissez des sites web de qualité traitant du thème abordé ici, merci de compléter l'article en donnant les références utiles à sa vérifiabilité et en les liant à la section « Notes et références ».
La Scan est un style de musique provenant, comme son nom l'indique, des pays scandinaves. Elle regroupe plus particulièrement les artistes provenant de Malmö, Copenhague et Stockholm qui ont pour spécificité de produire une musique au carrefour de la disco et de la new wave.
- Familjen
- Lykke Li
- When Saints Go Machine
- Slagsmålsklubben